# Кашалот (рід)
Кашалот — рід морських ссавців із родини кашалотових. У цьому роду є лише один живий вид: кашалот звичайний (Physeter macrocephalus). Деякі надзвичайно погано відомі викопні види також були віднесені до того ж роду, включаючи Physeter antiquus (5.3 – 2.6 Ma) з пліоцену Франції та Physeter vetus (2.6 Ma – 12 ka) з четвертинного періоду Джорджії. Physeter vetus, швидше за все, є недійсним видом, оскільки кілька зубів, які використовувалися для ідентифікації цього виду, схожі на зуби іншого зубатого кита, Orycterocetus quadratidens.